# Bazman
Bazman (بزمان, oder Kuh-e Bazman) ist ein Stratovulkan in der Wüsten-Region der Provinz Sistan und Belutschistan in Südost-Iran. Ein 500 m breiter Krater befindet sich an der Spitze des Vulkans. Obwohl historische Ausbrüche nicht bekannt sind, enthält der Vulkan Fumarolen. 